# 埃德米斯頓 (加利福尼亞州)
埃德米斯頓（英語：Edmiston）是位於美國加利福尼亞州弗雷斯諾縣的一個非建制地區。該地的面積和人口皆未知。

## 地理
埃德米斯頓的座標為37°46′44″N 119°32′25″W / 37.77889°N 119.54028°W，而該地的平均海拔高度為124米（即407英尺）。